# Lapptjärnen (Sävars socken, Västerbotten)
Lapptjärnen är en sjö i Umeå kommun i Västerbotten och ingår i Sävaråns huvudavrinningsområde.